# Pál Szekeres
Pál Szekeres (* 22. September 1964 in Budapest) ist ein ungarischer Politiker und ehemaliger Florettfechter, der nach einem Unfall in den Behindertensport wechselte. Im Anschluss war er als Funktionär aktiv.

## Leben
Bei den Olympischen Spielen 1988 unterlag Pál Szekeres in Seoul im Mannschaftswettbewerb im Halbfinale nach einem 8:8-Unentschieden aufgrund des schlechteren Trefferverhältnisses gegen die Sowjetunion. Im Gefecht um Platz drei setzte sich die ungarische Equipe mit 9:5 gegen die Mannschaft der DDR durch, sodass Szekeres gemeinsam mit István Busa, Zsolt Érsek, István Szelei und Róbert Gátai die Bronzemedaille erhielt. Die Einzelkonkurrenz schloss er auf dem 28. Rang ab. Nach einem Unfall mit einem Bus im Jahr 1991 war er fortan auf den Rollstuhl angewiesen.
Szekeres begann daraufhin mit dem Rollstuhlfechten und trat mehrfach bei Paralympischen Spielen an. 1992 gewann er in Barcelona mit dem Florett die Goldmedaille, vier Jahre darauf holte er in Atlanta Gold im Florett- und auch im Säbelwettbewerb. Es folgten Bronzemedaillen mit dem Florett 2000 in Sydney und 2008 in Peking sowie mit dem Säbel 2004 in Athen.
Von 1999 bis 2005 war Szekeres stellvertretender Staatssekretär im Ministerium für Kinder, Jugend und Sport. Von 1996 bis 2000 war er außerdem Präsidiumsmitglied des International Wheelchair Fencing Committees. Es folgte von 2001 bis 2005 eine Amtszeit in der Administration des Europäischen Paralympischen Komitees. 2005 wurde er Präsident des ungarischen Behindertensportverbandes und Mitglied des Exekutivkomitees des Nationalen Paralympischen Komitees Ungarns.
Szekeres hat einen Abschluss von der ungarischen Sporthochschule von 1992 sowie einen Abschluss vom Hungarian College of Foreign Trade.